# SocialRank
SocialRank ist ein Ansatz, die Relevanz einer Person in einer Gemeinschaft zu bewerten. Grundlage für die Berechnung ist die Abbildung der zugrundeliegenden sozialen Struktur als soziales Netzwerk, das Mitglieder (Knoten) und deren Beziehungen untereinander (Kanten) als Graph modelliert. Der SocialRank ordnet dann jedem Knoten eine numerische Gewichtung zu, um die relative Wichtigkeit oder den Einfluss dieses Knotens bzw. dieser Person im Netzwerk auszudrücken.
Ein Ansatz zur Berechnung des SocialRank ist eine Überlagerung der Beachtung, die die jeweilige Person selbst erhält, und des SocialRank ihrer Nachbarn im Netzwerk. Dies ist analog zu Googles PageRank-Algorithmus definiert:
{\displaystyle SR(P_{i})=(1-d)A_{i}+d\left({\frac {SR(P_{1})}{C(P_{1})}}+\dots +{\frac {SR(P_{n})}{C(P_{n})}}\right)}
mit
- {\displaystyle SR(P_{i})} ist der SocialRank von Individuum {\displaystyle P_{i}}
- {\displaystyle P_{i}} ist ein Individuum, das zu {\displaystyle P_{1},\dots ,P_{n}} eine Beziehung hat

- {\displaystyle C(P_{i})} ist die Gesamtanzahl aller Kontakte, die {\displaystyle P_{i}} hat, {\displaystyle C(P_{i})\geq 1}
- {\displaystyle d} ist ein Gewichtungsfaktor mit {\displaystyle 0\leq d\leq 1}
- {\displaystyle A_{i}} ist die direkte Aufmerksamkeit, die {\displaystyle P_{i}} aus der Gemeinschaft erfährt

SocialRank ist nützlich, um Kommunikationsnetzwerke wie E-Mail oder Instant Messaging zu beschreiben, aber er eignet sich besonders zur Analyse von Nutzern von Web-2.0-Diensten wie z. B. Kontaktmanagement-Portalen.